# Женская сборная Уругвая по волейболу
Женская национальная сборная Уругвая по волейболу (исп. Selección femenina de voleibol de Uruguay) — представляет Уругвай на международных волейбольных соревнованиях. Управляющей организацией выступает Федерация волейбола Уругвая (исп. Federación Uruguaya de Voleibol — FUV).

## История
Волейбол в Уругвае появился в 1912 году. В марте 1915 был образован Союз волейбольных клубов, через 6 лет преобразованный в Уругвайскую федерацию волейбола. В 1946 она стала одним из учредителей Южноамериканской конфедерации волейбола, а в 1947 — и ФИВБ.
Свои первые матчи женская сборная Уругвая провела в сентябре 1951 года на проходившем в Бразилии I чемпионате Южной Америки. Победив Аргентину и Перу с одинаковым счётом 2:0 (матчи проходили до побед в двух сетах одного из соперников) и уступив команде Бразилии 1:2, уругвайские волейболистки стали серебряными призёрами первенства. На следующем чемпионате континента (в 1956 году) сборная Уругвая повторила свой серебряный успех, а через два года стала бронзовым призёром. Всего же из 30-ти чемпионатов Южной Америки национальная команда Уругвая приняла участие в 18-ти, 6 раз при этом войдя в тройку лучших, но последние медали континентального первенства она сумела выиграть уже достаточно давно — в 1973 году. За последние четыре десятка лет уругвайские волейболистки утеряли лидирующие позиции на своём континенте и лучшее чего смогли добиться — это 4-е место на чемпионате Южной Америки 2007 года.
В 1960 женская национальная команда Уругвая впервые приняла участие в чемпионате мира, прошедшем в Бразилии, и стала 9-й из 10 команд. В 6 проведённых матчах уругвайские волейболистки потерпели 5 поражений от сборных Японии, Польши, Аргентины (дважды), Перу и лишь победа в заключительном матче классификационного раунда над командой ФРГ позволила уругвайкам финишировать не на последнем месте. Больше за свою историю сборная Уругвая на финальные турниры мировых первенств не попадала.
В 1973 году Уругвай принял 1-й розыгрыш Кубка мира среди женщин. Среди участниц турнира в качестве команды страны-организатора оказалась и сборная Уругвая, но проиграв во всех своих сыгранных на турнире 5 матчах, замкнула турнирную таблицу соревнований.

## Результаты выступлений и составы

### Олимпийские игры
В Олимпийских волейбольных турнирах 1964—2004 и 2016 (основной турнир и квалификация) сборная Уругвая участия не принимала.
- 2008 — не квалифицировалась
- 2012 — не квалифицировалась

- 2012 (квалификация): Флоренсия Агирре, Виктория Агирре, Кристина Виера, Мария Эухения Айсагуэр, Синтия Шнайдер, Валерия Санто, Лия Фортунати, Паола Галуссо, Флоренсия Фонтес, Сабрина Олаве, Лусия Эгуэс, Эрика Хорахурия. Тренер — Марсело Кардосо.

### Чемпионаты мира
| - 1952 — не участвовала - 1956 — не участвовала - 1960 — 9-е место - 1962 — не участвовала - 1967 — не участвовала - 1970 — не квалифицировалась - 1974 — не участвовала - 1978 — не квалифицировалась - 1982 — не квалифицировалась | - 1986 — не участвовала - 1990 — не квалифицировалась - 1994 — не квалифицировалась - 1998 — не участвовала - 2002 — не участвовала - 2006 — не квалифицировалась - 2010 — не квалифицировалась - 2014 — не участвовала - 2018 — не квалифицировалась |

- 2006 (квалификация): Флоренсия Агирре, Виктория Агирре, Андреа Каммарано, Клаудия Кардосо, Карина Кардосо, Сесилия Фраттини, Паола Галуссо, Фабиана Гомес, Лусия Гигу, Алехандра Хауме, Марсела Хауме, Мария Эухения Ньето. Тренер — Рафаэль Кодина.
- 2010 (квалификация): Флоренсия Агирре, Виктория Агирре, Алехандра Хауме, Марсела Хауме, Эрика Хорахурия, Карина Кардосо, Алехандра Портейро, Сесилия Фраттини, Фабиана Галуссо, Лусия Гигу, Мария Эухения Ньето, Паола Галуссо. Тренер — Херардо Перальта.
- 2018 (квалификация): Флоренсия Агирре, Мария Агирре, Андреа Каммарано, Эухения Алькарас, Лия Фортунати, Паола Гоньи, Мария Кандела Понсет, Лусия Родригес, Виктория Корбачо, Фьорелла Перейра, Мелин Хименес, Камила Баусеро. Тренер — Паола Галуссо.

### Кубок мира
Сборная Уругвая принимала участие только в одном розыгрыше Кубка мира, а также в квалификации Кубка-2015.
- 1973 — 10-е место
- 2015 — не квалифицировалась

### Чемпионаты Южной Америки
| - 1951 — 2-е место - 1956 — 2-е место - 1958 — 3-е место - 1961 — не участвовала - 1962 — не участвовала - 1964 — 4-е место - 1967 — 4-е место - 1969 — 3-е место - 1971 — 3-е место - 1973 — 3-е место - 1975 — 4-е место - 1977 — не участвовала - 1979 — 7-е место - 1981 — 6-е место - 1983 — не участвовала - 1985 — не участвовала - 1987 — 6-е место - 1989 — 6-е место - 1991 — не квалифицировалась | - 1993 — не квалифицировалась - 1995 — не квалифицировалась - 1997 — не участвовала - 1999 — не квалифицировалась - 2001 — 4-е место - 2003 — не квалифицировалась - 2005 — 5-е место - 2007 — 4-е место - 2009 — 5-е место - 2011 — 5-е место - 2013 — не участвовала - 2015 — 7-е место - 2017 — не участвовала - 2019 — 8-е место - 2021 — не участвовала - 2023 — не участвовала |

- 1951: Бьянка, Челика, Силла, Ойка, Хайди, Стефания, Ольга, Паулина, Нина, …
- 1958: Челика, Норма, Альба, Грациэла, Манда, Изабель, Бьянка, Мабель, Елена, Модеста, Ольга, Селина.
- 2009: Флоренсия Агирре, Виктория Агирре, Эрика Хорахурия, Карина Кардосо, Сесилия Фраттини, Фабиана Галуссо, Лусия Гигу, Мария Эухения Ньето, Паола Галуссо, Валерия Агирре, Сабрина Олаве, Флоренсия Фонтес. Тренер — Хуан Олаве.
- 2011: Флоренсия Агирре, Виктория Агирре, Мария Эухения Айсагуэр (Ньето), Синтия Шнайдер, Валерия Санто, Паола Галуссо, Флоренсия Фонтес, Сабрина Олаве, Сесилия Фраттини, Валерия Корреа, Андреа Каммарано. Тренер — Марсело Кардосо.
- 2015: Флоренсия Агирре, Сабрина Олаве, Эухения Алькарас, Эрика Хорахурия, Паула Маттос, Валерия Санто, Сесилия Фраттини, Флоренсия Суарес, Лусия Гигу, София Невес, Валентина Агирре, Паола Галуссо, Виктория Агирре, Камила Баусеро. Тренер — Ямаундо Перальта.
- 2019: Изабелла Мас, Дебора Серрон, Микаэла Феррейра, Каталина Симон, Сабрина Суарес, Мартина Амейсейрас, Мария Кандела Понсет, Джульета Бальди, Агустина Сантос, Виктория Мендес, Паола Гоньи, Джулиана Пирис, Камила Баусеро. Тренер — Хуан Картахена.

### Панамериканский Кубок
Сборная Уругвая принимала участие только в двух розыгрышах Панамериканского Кубка.
- 2007 — 11-е место
- 2015 — 12-е место

- 2015: Сабрина Олаве, Эухения Алькарас, Паула Маттос, Мария Кандела Понсет, Флоренсия Суарес, София Невес, Эухения Мендес, Габриэла Тальмон, Мария Флоренсия Тукуна, Камила Баусеро, Джулиана Пирис, Синтия Шнайдер. Тренер — Ямаундо Перальта.

### Южноамериканские игры
- 1978 — не участвовала
- 1982 — ?
- 2010 — 6-е место
- 2014 — 6-е место
- 2018 — не участвовала
- 2022 — не участвовала

## Состав
Сборная Уругвая в чемпионате Южной Америки 2019.
| №  | Имя, фамилия         | Год рождения | Рост | Амплуа      | Клуб                     |
| -- | -------------------- | ------------ | ---- | ----------- | ------------------------ |
| 1  | Изабелла Мас         | 2002         | 165  | либеро      | «Кармело Роуинг» Кармело |
| 4  | Дебора Серрон        | 1994         |      | нападающая  | «Наутико» Монтевидео     |
| 5  | Микаэла Феррейра     | 1999         |      | нападающая  | «Наутико» Монтевидео     |
| 6  | Каталина Симон       | 1998         | 177  | нападающая  | «Наутико» Монтевидео     |
| 7  | Сабрина Суарес       | 1999         |      | центральная | «Наутико» Монтевидео     |
| 8  | Мартина Амейсейрас   | 1999         | 178  | нападающая  | «Наутико» Монтевидео     |
| 9  | Мария Кандела Понсет | 1999         | 170  | связующая   | Уругвай                  |
| 10 | Джульета Бальди      | 2002         | 176  | связующая   | «Кармело Роуинг» Кармело |
| 12 | Агустина Сантос      | 1997         |      | центральная | «Нуэва Хельвесья»        |
| 14 | Виктория Мендес      | 2004         | 178  | связующая   | «Наутико» Монтевидео     |
| 16 | Паола Гоньи          | 1995         | 169  | либеро      | «Наутико» Монтевидео     |
| 19 | Джулиана Пирис       | 1996         | 178  | центральная | Уругвай                  |
| 22 | Камила Баусеро       | 1999         | 177  | нападающая  | «Наутико» Монтевидео     |

- Главный тренер —  Хуан Картахена.
- Тренер — Густаво Бермудес.